# Aleksandr Szumiejko
Aleksandr Iwanowicz Szumiejko, ros. Александр Иванович Шумейко (ur. w Kirgiska SRR, zm. 16 maja 2014 w Biszkeku) – kirgiski trener piłkarski.

## Kariera trenerska
Szumiejko podczas swojej długiej kariery trenerskiej pracował jako główny trener młodzieżowej reprezentacji Kirgistanu, prowadził kluby piłkarskie Ałga-PWO Biszkek i SKA-PWO Biszkek oraz wiele innych. W ostatnich latach Szumiejko pracował jako inspektor w meczach Wyższej Ligi Kirgistanu i był zastępcą przewodniczącego Komisji Dyscyplinarnej Kirgiskiego Związku Piłki Nożnej.
Zmarł 16 maja 2014 roku.

## Sukcesy i odznaczenia

### Sukcesy trenerskie
- zdobywca Pucharu Kirgistanu: 1997, 1998, 1999[2].